# Анспо, Дэвид
Дэвид Анспо (англ. David Anspaugh; род. 1946, Декейтер) — американский режиссёр кино и телевидения. Известен как создатель биографических и спортивных фильмов.

## Биография
Родился 24 сентября 1946 года в Декатуре в семье местного фотографа Лоуренса Анспо и его супруги Мэри. У него есть младшая сестра Джейн.
Учился в Индианском университете и в Школе кинематографических искусств Университета Южной Калифорнии, после чего преподавал в средней школе в Колорадо.
В кино дебютировал как ассоциативный продюсер. С 1981 по 1983 год снял 10 эпизодов популярного телесериала «Блюз Хилл-стрит», что принесло ему две прайм-таймовые премии «Эмми». Также он работал над сериалами «Сент-Элсвер» и «Полиция Майами».
На большом экране выходили фильмы Анспо «Команда из штата Индиана», «Свежие лошади» с Молли Рингуолд, «Руди» (о жизни американского футболиста Руди Рюттигера), «Лунный свет и Валентино», «Игра их жизней».
Весной 2015 года Анспо преподавал режиссуру в Индианском университете в Блумингтоне.

## Личная жизнь
С 1974 по 1988 год был женат на менеджере по продажам Тамаре Крамер. У них есть дочь Ванесса. 24 ноября 1995 года его женой стала актриса Рома Дауни. 3 июня 1996 года у пары родилась дочь Райли Мэри. В 1997 году Анспо была депрессия, от которой он долгое время лечился в реабилитационной клинике. В конечном итоге его болезнь привела к распаду брака. Дауни подала на развод в марте 1998 года. Он был официально оформлен в конце того же года. После жизни в Калифорнии в течение трех десятилетий в июне 2014 года Анспо переехал в Блумингтон, Индиана.